# Петров, Михаил Осипович
Михаил Осипович Петров (8 октября 1898 — 22 октября 1943) — советский военный деятель, генерал-майор артиллерии (1941), участник Гражданской и Великой Отечественной войн. По ошибке заехал на машине в расположение противника и был убит в бою.

## Биография
Михаил Осипович Петров родился 8 октября 1898 года в селе Васьково (ныне — Тверская область) в семье городового. Окончил четырёхклассную сельскую школу и четырёхклассное техническое училище в Санкт-Петербурге.
В 1918 году Петров вступил в ряды Рабоче-Крестьянской Красной Армии, поступил в Петроградское артиллерийское училище. Принимал участие в Гражданской войне в боевых действиях против войск генерала Юденича. В 1920 году он окончил курсы усовершенствования комсостава артиллерии в Казани. В 1920—1932 годах Петров командовал различными артиллерийскими подразделениями. В 1932 году он был назначен помощником начальника артиллерии Московского военного округа. В 1933—1939 годах он командовал артиллерией Сибирского, Киевского и Закавказского военных округов. С 1938 года — депутат Верховного Совета УССР I-го созыва. 28 ноября 1935 года ему было присвоено звание комбрига.
Участник боев у озера Хасан (1938 г.). Награждён орденом Красной Звезды
В 1939—1943 годах занимал должности начальника различных артиллерийских училищ. В 1941 году — начальник артиллерийского училища Днепропетровска. Участник обороны Днепропетровска. 8 сентября 1941 года был тяжело ранен во время минометного обстрела. 9 ноября 1941 года ему было присвоено звание генерал-майора артиллерии. С осени 1941 года по весну 1943 года проходил лечение в г. Томск. В мае 1943 года Петрова назначили командующим артиллерией 3-й ударной армии, действовавшей на Калининском фронте. В этой должности он принимал участие в Невельской наступательной операции. 20-го октября 1943 года автомобиль с генерал-майором Петровым и тремя другими офицерами штаба 3-й ударной армии по ошибке заехал в расположение противника. По машине был открыт огонь. Два лейтенанта из сопровождающих Петрова были убиты сразу. Начальник штаба артиллерии 3-й ударной армии, полковник Недзвецкий В. И. получил тяжёлое ранение и вскоре скончался в плену. После организованного противником преследования в результате скоротечного боя Петров был убит 22-го октября 1943 года..

## Награды
- Орден Ленина (27.03.1942[3]),
- Орден Суворова 2-й степени (11.10.1943[4])
- Орден Красной Звезды (1938)[3]
- Медаль «XX лет Рабоче-Крестьянской Красной Армии»[3]